# Daniel de Oliveira
Daniel de Oliveira (Belo Horizonte, 1977. június 19. –) brazil színész.

## Szappanoperák
- 1998 - Brida
- 1999 - Malhação - Marquinhos
- 2001 - A Padroeira - Priest Gregório
- 2004 - Um Só Coração - Bernardo
- 2004 - Cabocla - Luís Jerônimo
- 2005 - Hoje É Dia De Maria - Quirino
- 2005 - Hoje É Dia De Maria (második fázis) - 10 különböző karakter
- 2006 - Cobras & Lagartos - Duda
- 2007 - Desejo Proibido - Henrique
- 2009 - Som & Fúria - Jacques Maia
- 2009 - Decamerão - A Comédia do Sexo - Filipinho
- 2010 - Passione - Agnello Mattoli
- 2011 - A História do Amor - 64 különböző karakter

## Filmek
- 2000 - O Circo das Qualidades Humanas - Bosco
- 2004 - Cazuza - O Tempo Não Pára - Cazuza
- 2004 - A Dona Da História - Paulinho Oliveira (különleges résztvevő)
- 2006 - Zuzu Angel - Stuart Angel
- 2006 - 14 Bis - Alberto Santos-Dumont
- 2006 - Baptism of Blood - Frei Beto
- 2009 - A Festa Da Menina Morta - Santinho
- 2010 - 400 Contra 1 - Uma História do Crime Organizado -
- 2010 - 31 Minutos -
- 2012 - Boca - Hiroito de Moraes Joanides
- 2013 - Latitudes - José
- 2013 - Road 47 - Guimarães
- 2014 - Blue Blood

## Színház
- Alice no País das Maravilhas (Alice Csodaország) - Belo Horizonte
- O Sítio do Picapau Amarelo - Belo Horizonte
- Lucrécia, o veneno dos Bórgias - Belo Horizonte
- Êxtase - Rio de Janeiro